# استیل‌سیریس
استیل‌سیریس (انگلیسی: SteelSeries) شرکت بازی ویدئویی دانمارکی است، که در سال ۲۰۰۱ تأسیس شد.